# Projekt 667BDRM
Projekt 667BDRM (v kódu NATO třída Delta IV) je třída raketonosných ponorek Sovětského námořnictva s jaderným pohonem. Třída představuje čtvrtou a poslední verzi rozsáhlé skupiny celkem 43 raketonosných ponorek třídy Delta, tvořící od 70. let páteř sovětských námořních strategických sil. Liší se především použitím raket nové verze R-29RM (nyní modernizované R-29RMU2 Siněva). Stavba sedmi ponorek této třídy probíhala souběžně s realizací ambiciózního programu stavby obřích ponorek projektu 941 Akula (v kódu NATO třída Typhoon). Ty už ale ke svému účelu neslouží. Naopak třída Delta IV pokračuje ve službě v Ruském námořnictvu dodnes a nahradit ji mají ponorky třídy Borej.

## Stavba a uživatelé

Ponorka třídy Delta IV

Vývoj ponorek projektu 667BDRM byl zadán roku 1975 konstrukční kanceláři Rubin. Vedl ho konstruktér S. H. Kovalev. Sovětské loděnice v Severodvinsku postavily celkem 7 ponorek této třídy. Do služby byly zařazeny v letech 1985–1992. Stavba dalších dvou byla zrušena. Ve službě jsou raketonoské ponorky K-51 Verchoturje, K-84 Jekatěrinburg, K-114 Tula, K-117 Brjansk, K-18 Karelija a K-407 Novomoskovsk. Zbývající ponorka K-64 Vladimir byla upravena pro operace speciálních jednotek.

## Konstrukce

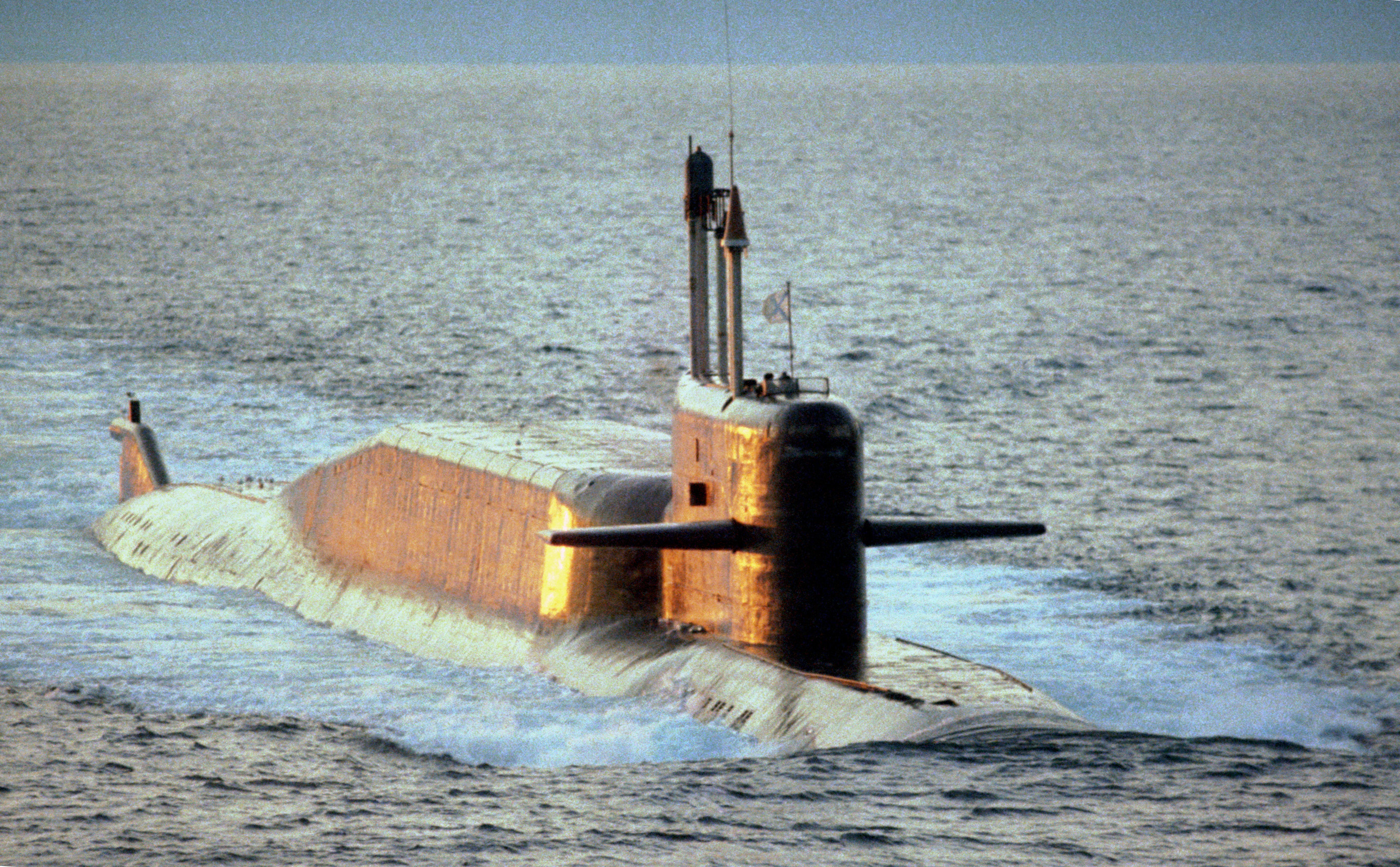
Raketonosná ponorka třídy Delta IV

Ponorky navazují na třídu Delta III. Mají dvoutrupou konstrukci s největší hloubkou ponoru 400 m. Torpédovou výzbroj představují čtyři příďové 533mm torpédomety s celkovou zásobou 18 dlouhých zbraní. Mimo torpéd mohou vypouštět například protiponorkové a protilodní střely RPK-2 Viyuga (v kódu NATO SS-N-15 Starfish). V rozměrné nástavbě za bojovou věží je, ve dvou řadách, umístěno 16 balistických raket R-29RM (v kódu NATO SS-N-23 Skiff) s dosahem 8300 km, odpalovaných pomocí systému D-9RM. Každá raketa nese čtyři jaderné hlavice o síle 100 kT TNT. Ponorka je schopna je vypustit při plavbě rychlostí 7 uzlů v hloubce 55 metrů. Ruské námořnictvo realizuje modernizaci ponorek pro nesení vylepšené střely R-29RMU2 Siněva, zavedené do služby roku 2007.
Pohonný systém tvoří dva tlakovodní reaktory VM-4 a dvě parní turbíny GT3A-365, roztáčející dva sedmilisté lodní šrouby. Nejvyšší rychlost ponorek dosahuje 14 uzlů na hladině a 24 uzlů pod hladinou.

### Modifikace
Roku 1999 byla zahájena přestavba ponorky BS-64 Podmoskovje na mateřskou loď miniponorek projektu 09787 (ponobnou přestavbou už v letech1996–2002 prošla ponorka Orenburg projektu 667BDR). Práce na ponorce byly opakovaně zastavovány (např. kvůli nedostatku financí). Z trupu byl vyříznut celý úsek balistických raket a nahrazen novou sekcí pro uložení a operace miniponorek. V říjnu 2016 ponorka zahájila zkoušky.